# Sebastián Saavedra
Pour les articles homonymes, voir Saavedra.
Sebastián Saavedra (né le 2 juin 1990 à Bogota, Colombie) est un pilote automobile colombien.

## Biographie
Venu au sport automobile par le biais du karting, Sebastián Saavedra commence sa carrière en monoplace en 2006, dans le championnat de Formule BMW USA. En 2007, en plus de sa participation à la Formule BMW USA (une victoire), il court en Formule BMW ADAC en Allemagne ainsi qu'en Formule BMW Asia (trois victoires). En 2008, il participe au championnat d'Allemagne de Formule 3, qu'il termine en deuxième position avec trois victoires.
En 2009, Saavedra retourne aux États-Unis, pour participer au championnat Indy Lights, l'antichambre de l'IndyCar Series. Avec deux victoires, il termine troisième du championnat et décroche le titre honorifique de meilleur débutant de l'année. Redoublant en Indy Lights pour la saison 2010, Saavedra rejoint l'écurie Bryan Herta Autosport, avec laquelle il participe également aux 500 miles d'Indianapolis, sa première apparition en IndyCar Series. Il obtient sa qualification de manière rocambolesque dans les tout derniers instants du "bump day", l'ultime séance qualificative : auteur du 35e temps, et sans possibilité d'améliorer son chrono après avoir détruit sa monoplace et avoir été conduit à l'hôpital, il parvient à grimper dans les 33 meilleurs après que Paul Tracy et Jay Howard, plus rapides, aient annulé leurs temps pour tenter, en vain, d'en réaliser de meilleurs.

## Carrière

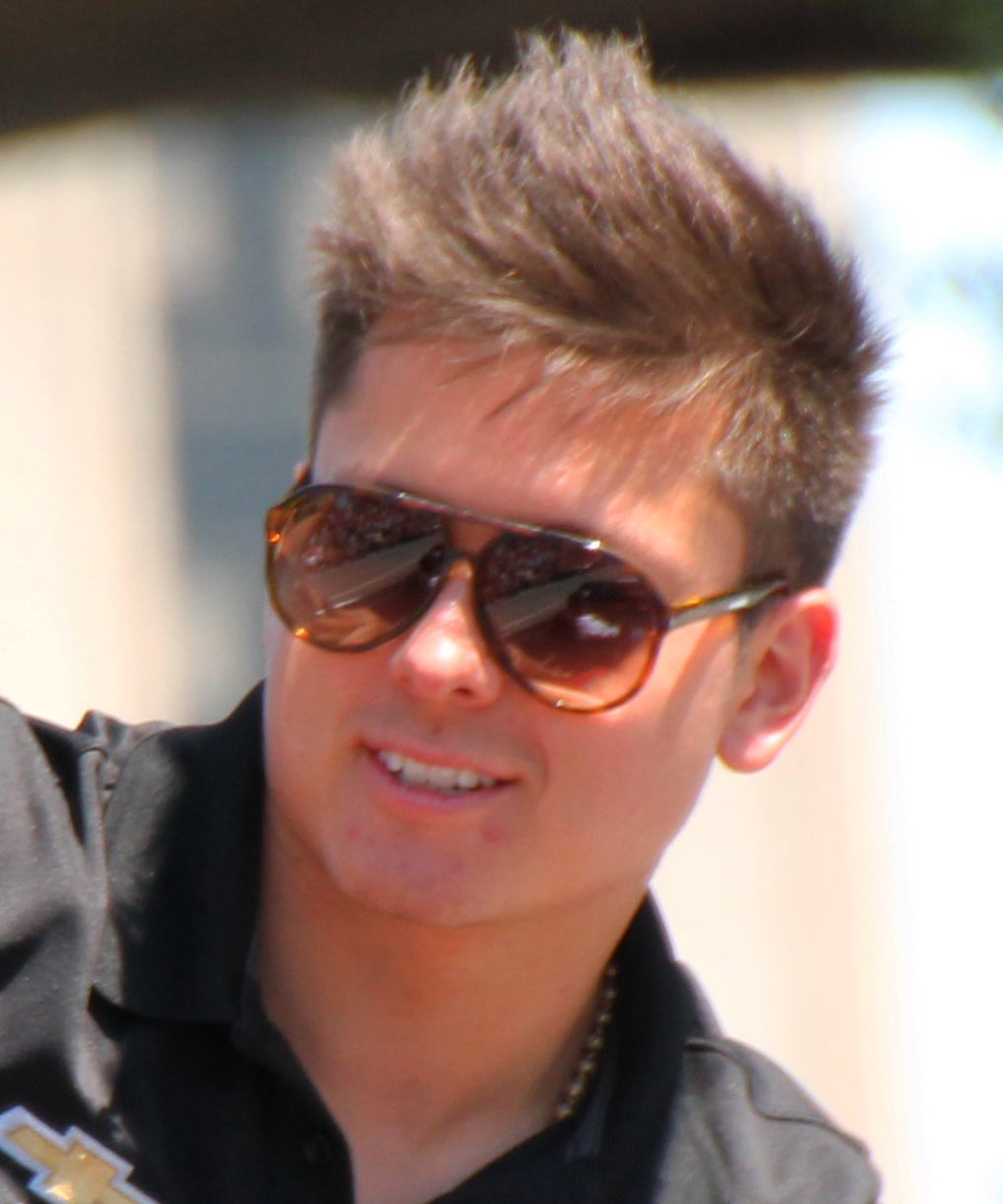
Saavedra, 2015

- 2006 : Formule BMW USA et Formule BMW ADAC
- 2007 : Formule BMW USA (1 victoire), Formule BMW ADAC et Formule BMW Asia (3 victoires)
- 2008 : ATS Cup F3 (vice-champion avec 3 victoires)
- 2009 : Indy Lights (troisième du championnat avec 2 victoires)
- 2010 : Indy Lights et participation à l'Indy 500
- Depuis 2011 : IndyCar Series

## Résultats aux 500 miles d'Indianapolis
| Année | Châssis | Moteur | Départ | Arrivée | Équipe                |
| ----- | ------- | ------ | ------ | ------- | --------------------- |
| 2010  | Dallara | Honda  | 32     | 23      | Bryan Herta Autosport |
| 2011  | Dallara | Honda  | DNQ    | DNQ     | Conquest Racing       |